# Phobaeticus chani
Phobaeticus chani – gatunek patyczaka z rodziny Phasmatidae. Jeden z największych współcześnie owadów na świecie, który był też uważany za rekordzistę (obecnie rekord stanowi nienazwany gatunek patyczaka z rodzaju Phryganistria, odkryty w 2016 roku). Osobnik znajdujący się w Muzeum Historii Naturalnej w Londynie mierzy 357 mm (z rozciągniętymi kończynami nawet 567 mm).
Gatunek ten został opisany w 2008 roku. Miejsce typowe to Ulu Moyog w stanie Sabah na Borneo. Owad został nazwany na cześć amatorskiego przyrodnika Datuk Chan Chew Lun.
Phobaeticus chani został wybrany jako jeden „10 najlepszych nowych gatunków” opisanych w 2008 roku przez IISE na Uniwersytecie Stanu Arizona oraz międzynarodowy komitet taksonomów. Gatunek został również wymieniony jako jedno z 10 największych odkryć dekady w dokumencie telewizyjnym BBC Decade of Discovery, po raz pierwszy wyemitowanym 14 grudnia 2010 roku.